# Augochlorella comis
Augochlorella comis är en biart som först beskrevs av Joseph Vachal 1911.  Augochlorella comis ingår i släktet Augochlorella och familjen vägbin. Inga underarter finns listade.